# Adam's Apple
Adam's Apple és el desè àlbum del saxofonista de post-bop Wayne Shorter. Publicat el 1966, inclou la versió original del clàssic "Footprints", que més tard seria gravada pel quintet de Miles Davis per al seu àlbum Miles Smiles (1967). Acompanyen a Shorter el pianista Herbie Hancock, el baixista Reggie Workman i el bateria Joe Chambers. L'edició en CD inclou una pista addicional, "The Collector", composició de Herbie Hancock.

## Temes
Edició original (1967)
(tots els temes composts per Wayne Shorter excepte on s'indica)
1. "Adam's Apple" - 6.52
2. "502 Blues (Drinkin' And Drivin')" (Jimmy Rowles) - 6.36
3. "El Gauchoo" - 6.32
4. "Footprints" - 7.31
5. "Teru" - 6.15
6. "Chief Crazy Horse" - 7.39

Bonus track en la reedició en CD (1987)
1. "The Collector" (Herbie Hancock)- 6.55

## Músics
- Wayne Shorter - saxo tenor
- Herbie Hancock - piano
- Reggie Workman - baix
- Joe Chambers - bateria